# أسباب العنف الجنسي
أسباب العنف الجنسيّ تشمل الاحتلال العسكريّ والظروف الاقتصاديّة الاجتماعيّة والمتعة الجنسيّة والاعتلال النفسيّ والساديّة وفرض السلطة ومواقف ضد الضحية وضغوطات تطوُّريّة.

## الدراسة النوعيّة
وصف أخصائي السيكولوجيا السريريّة نيكولاس غروث عدة أنواع من الاغتصاب. يُظهر التحليل المفاهيميّ الدقيق أن تشيؤ المرأة يدفع إلى إنكار كينونتها وشخصيتها مما يؤدي إلى اغتصابها.

### اغتصاب الغضب
يهدف المُغتصِب في هذا النوع إلى إذلال الضحية وإيذائها، إنهم يعبرون عن احتقارهم للضحية خلال العنف الجسديّ واللغة البذيئة. يُعتبر الجنس بالنسبة لهؤلاء المُغتصِبين سلاحًا لتدمير الضحية، فيكون الجنس هو التعبير النهائيّ عن غضبهم. حيث يعتبر المُغتصِب أن الاغتصاب هو أقصى نوع من الإهانة يمكن أن يسببه للضحية. 
يتسم اغتصاب الغضب بالقسوة الجسديّة واستخدام القوة المُفرطة أثناء الاعتداء، أكثر من المطلوب إذا كان الهدف هو فرض السلطة وإحداث الإيلاج. يهاجم هذا النوع من المُغتصِبين ضحيته بالضرب والسحب على الأرض وتقطيع الملابس ثم الاغتصاب.

### اغتصاب فرض السلطة
يُستخدم الاغتصاب في هذه الحالة كوسيلة للمُغتصِب من أجل تعويض نقص في المشاعر أو تعويض عن مشاكلهم النفسيّة عن طريق فرض السيطرة التعسفيّة والهمينة والقوة والسلطة والقدرة على الضحية. يهدف مُغتصِب فرض السلطة إلى تأكيد قدرته. يعتمد هذا المُغتصِب على التهديد اللفظيّ والتهديد بالسلاح ويستخدم قدرًا من القوة لإخضاع الضحية.
يميل هذا المُغتصِب إلى تخيُّل أمور غير حقيقيّة بشأن الاغتصاب، فهو يظن أن الضحية ستقاومه في البداية، وبعد أن يفرض سلطته عليها ستستمتع الضحية بالاغتصاب في النهاية. يعتقد المغتصِب أن الضحية استمتعت بما حلَّ بها وربما تطلب منه أن يمارس الجنس معها مرة أخرى.
لا يقتنع المُغتصِب بأدائه أو باستجابة الضحية لما حدث، لأن النتيجة لا تتوافق مع تخيلاته، لذلك يبحث عن ضحية أخرى ظنًا منه أن تلك الضحية ستكون «الشخص المناسب».

### الاغتصاب الساديّ
يرتبط الاغتصاب بالنسبة لهؤلاء المُغتصِبين بالغضب والسلطة وبالتالي يصير العنف وإحداث الألم للضحية أمر شبقيّ. ترتبط الإثارة الجنسيّة بالنسبة لهؤلاء المغتصِبين بسوء معاملة الضحية وتعذيبها، حيث يشعر بالمتعة في رؤية الضحية تتألم وتعاني وتشعر بالضيق والعجز والضعف. يشمل الاغتصاب الساديّ فرض الألم والتعذيب الشديدين على الضحية، وربما يشمل بعض الطقوس الغريبة. ربما يستخدم المُغتصِب أدوات خارجيّة من أجل الإيلاج. يؤدي ذلك إلى تهتك المناطق الجنسيّة في جسد الضحية. الاعتداء الجنسيّ الساديّ هو اعتداء مُخطط ومُتعمَّد ومحسوب. ربما يرتدي المُغتصِب قناعًا أو يغطي عيون ضحيته. يُنظر للعاهرات والأشخاص التي تُعتبر «مُنحلّة» كهدف للاغتصاب الساديّ. ربما لا تنجو الضحية من هذا الاعتداء، حيث يعتبر بعض المُغتصِبين أن المتعة القصوى ستكون في قتل الضحية.

## اغتصاب العصابات
تأخذ بعض أشكال العنف الجنسيّ صورة اغتصاب العصابات، حيث يكون العنف سمة محدِدة لهذا النوع، وغالبا ما يقع الاغتصاب على يد رجال صغار في العمر، من أجل تحسين الشعور بالذات. يرتبط العنف الجنسيّ لدى الرجال الصغار بالعضوية في العصابات ومصاحبة الأقران المُنحرفين. يقترح البحث أن الرجال الذين يصاحبون شخصًا عنيفًا جنسيًّا تزيد احتماليّة إظهارهم للعنف الجنسيّ خلال الجماع حتى خارج سياق العصابة، عن أولئك الذين لا يصاحبون هذا النوع من الرجال. يُنظر إلى اغتصاب العصابات أنه شرعيّ من قِبل المُغتصِبين، لأنهم يرونه وسيلة لمعاقبة السلوك «غير الأخلاقيّ» حسب رأيهم بين النساء، مثل ارتدائها لملابس قصيرة أو دخولها للبارات.

## الإشباع الجنسيّ
```
عام 1994، نشر ريتشارد فيلسون كتابًا مثيرًا للجدل بعنوان «العنف والأفعال القهريّة: وجهة نظر اجتماعيّة تفاعليّة» بالتعاون مع المؤلف جيمس تيديشي، وهو كتاب يجادل أن المتعة الجنسيّة هي الدافع للاغتصاب، بدلًا من العنف أو الرغبة في فرض السلطة على الضحية. يعتقد فيلسون أن الاغتصاب هو شكل عنيف من من القهر الجنسيّ وهدف المُغتصِب هو الشعور بالإشباع الجنسيّ بدلًا من السلطة. يشير البحث العلميّ أن المُغتصِبين المدانين يظهرون مزيدًا من الإثارة الجنسيّة إذا عُرض عليهم مشاهد بها قهر لممارسة الجنس عن غيرهم من غير المغتصِبين.
[
9
]
```

## العوامل الفرديّة

### معرفة الضحية
تظهر البيانات حول الأفراد العنيفين جنسيًّا أن أفعالهم ترتبط بصورة مباشرة بأفراد يعرفونهم مسبقًا.

### الاعتداء الجنسيّ تحت تأثير المخدرات
يُعرف أيضًا باغتصاب الفريسة، وهو اغتصاب يحدث بعد فقدان الصحية للوعي تحت تأثير الكحوليات أو المخدِّرات الأخرى. يلعب الكحول دورًا في تثبيط قدرة الضحية على التوقُّف في حالات الاعتداء الجنسيّ، كما تفعل بعض المخدِّرات الأخرى مثل الكوكاين. يقوم الكحول بتأثير دوائيّ نفسيّ يثبِّط الكوابح ويزيد من ضبابيّة الأحكام ويُضعِف من قدرة الضحية على تفسير ما يجري. إلا أن الروابط البيولوجيّة بين الكحول والعنف مُعقَّدة. يقترح البحث على أنثروبولوجيا استهلاك الكحول أن الاتصال بين العنف والشرب والسُكر هو أمر مكتسب اجتماعيًّا وليس عامًا. يرى بعض الباحثين أن الكحول يستخدم لتوفير فرصة للسلوك المعادي للمجتمع، لذلك تزيد احتماليّة تصرُّف الأشخاص بصورة عنيفة عندما يكونوا مخمورين لأنهم يظنون أنهم لن يُحاسبوا على أفعالهم. وفي هذه الحالات يكون الكحول شكلًا من أشكال الترابط الاجتماعيّ؛ حيث يقل عمل الكوابح وتقل القدرة على تكوين الأحكام لصالح الجماعة.